# Bert Eriksson
Armand Albert (Bert) Eriksson (Antwerpen, 30 juni 1931 - Westdorpe, 2 oktober 2005) was van 1971 tot 1981 leider van de Vlaamse extreemrechtse paramilitaire organisatie Vlaamse Militanten Orde (VMO). 
Eriksson was de zoon van een Zweedstalige schipper uit de Finse regio Åland en een Nederlandse moeder uit Zeeuws-Vlaanderen. Tijdens de Tweede Wereldoorlog werd hij lid van de Hitlerjugend in Vlaanderen. In 1950 bood hij zich aan om te vechten tegen het communisme in de Koreaanse Oorlog. Bij zijn terugkeer sloot hij zich aan bij de Vlaamse Militanten Orde. Hij werkte een tijdje als handelsreiziger voor een brouwerij. In 1968 opende Eriksson een café in Antwerpen, "Lokaal Odal" geheten, dat al snel een verzamelplaats voor rechtse Vlaams-nationalisten zou worden.
Vanaf 1971 werd hij de leider van de VMO, die hij met een aantal gelijkgezinden opnieuw had opgericht. Met de hulp van anderen groef hij in 1973 de stoffelijke resten van ex-collaborateur en schrijver Cyriel Verschaeve (operatie Brevier) op en bracht ze vanuit Oostenrijk naar Alveringem in West-Vlaanderen. Over deze actie werd in 2018 de satirische film "Operatie Kazuifel"  gemaakt. Eriksson beweerde later ook de resten van Staf de Clercq (operatie Delta) en Anton Mussert (operatie Wolfsangel) opnieuw begraven te hebben.
De vele gewelddadige acties en betogingen en het feit dat de VMO op een militaire manier georganiseerd werd, leidde in 1981 tot een proces, waarop de VMO op 4 mei 1981 veroordeeld werd als privémilitie. Hierop besloot de toenmalige VMO-leiding de organisatie te ontbinden. Het vonnis werd in beroep bevestigd en Eriksson bracht een jaar in de cel door. Na zijn vrijlating hield hij zich vooral nog bezig met zijn café, terwijl veel ex-VMO'ers zich met het Vlaams Blok (vanaf 2004 Vlaams Belang) verbonden. Bert Eriksson had tijdens een optreden van Skrewdriver in België een ontmoeting met Ian Stuart Donaldson. Laatstgenoemde vermeldde dit tijdens een interview. Ook tijdens zijn laatste levensjaren gaf Bert Eriksson nog een toespraak op een bijeenkomst van Blood & Honour ter gelegenheid van de herdenking van de geboortedag van Adolf Hitler (20 april).
Hij overleed op 74-jarige leeftijd in Westdorpe (Zeeuws-Vlaanderen) aan een longaandoening. Op zijn uitvaart in het Antwerpse Schoonselhof waren tal van extreemrechtse Vlaams-nationalisten en Groot-Nederlanders aanwezig. Luc Vermeulen, de actieleider van Voorpost (ook bezoldigd werkzaam bij het Vlaams Belang) was er eveneens bij, zoals getoond tijdens een reportage van de RTBF.
Hij was de vader van Karl Eriksson en grootvader van Bjorn Eriksson van het muzikaal duo Eriksson Delcroix.